# Aaron Korsh
Aaron Korsh (7 novembre 1966) è un produttore televisivo e scrittore statunitense.

## Opere
Korsh ha scritto per Everybody Loves Raymond, Just Shoot Me!, Love, Inc., Notes from the Underbelly, The Deep End e per USA Network la serie TV Suits, di cui è anche il creatore, compreso il suo spin-off Pearson.

## Produzioni
| Anno          | Titolo                    | Rete TV     | Creatore | Scrittore | Produttore esecutivo | Note                                      |
| ------------- | ------------------------- | ----------- | -------- | --------- | -------------------- | ----------------------------------------- |
| 2001          | Everybody Loves Raymond   | CBS         | No       | Si        | No                   | Episodio: "Fairies"                       |
| 2003          | Just Shoot Me!            | NBC         | No       | Si        | No                   | Episodio: "The Last Temptation of Elliot" |
| 2006          | Love, Inc.                | UPN         | No       | Si        | No                   | Episodio: "Fired Up"                      |
| 2007–08       | Notes from the Underbelly | ABC         | No       | Si        | No                   |                                           |
| 2010          | The Deep End              | ABC         | No       | Si        | No                   |                                           |
| 2011          | Suits                     | USA Network | Si       | Si        | Si                   |                                           |
| 2015          | Paradise Pictures         | N/A         | No       | No        | Si                   | film TV                                   |
| 2019          | Pearson                   | USA Network | Si       | No        | Si                   |                                           |
| In produzione | Suits: L.A.               | NBC         | Si       | Si        | Si                   |                                           |